# CA Aldosivi
Club Atlético Aldosivi – argentyński klub piłkarski z siedzibą w mieście Mar del Plata.

## Osiągnięcia
- Mistrz drugiej ligi argentyńskiej: 2017/18

## Historia
Klub założony został 29 marca 1913. Nazwa klubu pochodzi od dwóch pierwszych liter nazwisk jego założycieli, tj. Allard, Doulfus, Sillard oraz Wiriott, gdzie litera "W" została zamieniona na "V", ponieważ w oficjalnym przekazie telegraficznym nie było możliwości wpisania "W". Od sezonu 2018/19 gra w argentyńskiej Primera División.